# Doukje Vermijl
Doukje Vermijl (2 juni 1991) is een Belgische voormalige atlete, die gespecialiseerd was in het hordelopen. Zij werd eenmaal Belgisch kampioene.

## Loopbaan
Vermijl werd in 2007 als zestienjarige Belgisch kampioene op de 400 m horden. Ze was aangesloten bij AV Toekomst.

## Belgische kampioenschappen
| Onderdeel    | Jaar |
| ------------ | ---- |
| 400 m horden | 2007 |

## Persoonlijk record
| Onderdeel    | Prestatie | Datum           | Plaats  |
| ------------ | --------- | --------------- | ------- |
| 400 m horden | 60,79 s   | 5 augustus 2007 | Brussel |

## Palmares
400 m horden
- 2007: 4e in series EJOF te Belgrado – 65,09 s
- 2007:  BK AC – 60,79 s